# سائل نفاسي

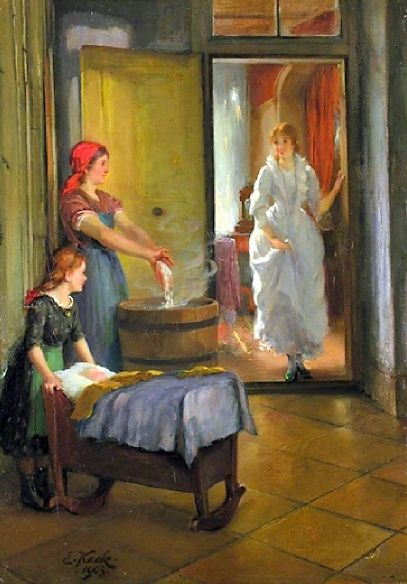

الهُلابَة أو السائل النفاسي أو مفرزات النفاس (بالإنجليزية: Lochia) وَيسميها البَعض الخَلاصة وهوَ مُصطلح مُستخدم في طِب التَوليد، وَالهُلابة هيَ الإفرازات المِهبلية بعد الوِلادة (النِفاس) التي تَحتوي على الدَم وَالمُخاط وأنسجة الرَحم، وَتستمر عادةً بالنُزول من 4 إلى 6 أسابيع بعد الولادة، لذلك تُعرف تِلك الفترة بالنِفاس.
تَكون الهُلابة في الأيام الأُولى (2-3) خالية من الكائِنات الحَية الدَقيقة، وَلكن في اليوم الثالث أو الرابِع يَبدأ الرَحم عن طريق الكائنات المِهبلية المُتعايشة بتكوين مُستعمرات، مِثل البكتيريا العقدية وَالبكتيريا الإشريكية القولونية.

## مَراحل التَطور
تَتطور الهُلابة على ثلاثة مراحل كالتالي:
1. الهُلابة الحَمراء (الدامِية): وهيَ أَول مَرحلة تَنزل فيها الهُلابة، وَتتألف مِن الدَم، وبقايا الأغشية الجنينية، والساقِط، والطِلاء الدُهني، والزَغَب وَالأغشية، وَتكون الهُلابة حمراء اللون نظراً لوجود كمية كبيرة من الدم، وعادةً ما تستغرق الهُلابة في هذه المرحلة مُدة لا تزيد عن 3-5 أيام بعد الولادة.
2. الهُلابة المَصلية: وهيَ هُلابة رقيقة وردية أو بُنية اللون، تَحتوي على الإفرازات، وَكريات الدم الحَمراء، وخلايا الدَم البيضاء، بالإضافة إلى مُخاط عُنق الرَحم والكائنات الدقيقة المَصلية، وَتستمر هذه المَرحلة تقريباً حتى اليوم العاشِر بعد الوَلادة، وإذا استمرت لعدة أسابيع بعد الولادة فإنها تُشير إلى حدوث نزيف ما بعد الولادة، ويجب إبلاغ الطَبيب المسؤول.
3. الهُلابة البَيضاء (القيحية): وهي هُلابة ذات لون أبيض أو أبيض مُصفر، تحتوي على عدد أقل من خلايا الدَم الحَمراء، وتتكون بشكل أساسي مِن خلايا الدَم البَيضاء، وَالخلايا الظهارية، والكولسترول، والدُهون، والمُخاط، بالإضافة إلى الكائنات الحية الدقيقة، وتستمر عادةً من الأُسبوع الثاني أو الثالث حتى الأسبوع السادِس بعد الوِلادة، واستمرارها أَكثر مِن المُعتاد يُشير إلى وجود آفة تناسلية ويجب إبلاغ الطبيب.

## المُضاعفات
بِشكلٍ عام، تمتلك الهُلابة رائحة مماثلة لرائحة الطَمث العادي، لذلك فَإنَّ ظُهور أي رائِحة كريهة أو تغيُر في اللون يُشير إلى تَلوث ميكروبي مِثل جرثومة الرمام، وَالكلاميديا.
ومن المَعروف أنه يتم تخزين الهُلابة والاحتفاظ بها داخِل الرَحم في حالة تُسمى احتِباس الهُلابة (lochioschesis)، والتي مِنَ الممكن أن تؤدي إلى تَوسع الرَحم بالهُلابة (انتفاخ الرَحم)

## المَراجع
1. ↑  قاموس مرعشي الطبي. نسخة محفوظة 11 مايو 2020 على موقع واي باك مشين.
2. ↑  مقالة:نصائح أثناء الولادة بالإضافة إلى طرق تخفيف الألم أثناء الولادة، الكاتب:الدكتور نجيب ليوس، تم الإطلاع في 12 يونيو 2016 نسخة محفوظة 29 يوليو 2017 على موقع واي باك مشين.
3. ↑  Murkoff، Heidi؛ Eisenberg، Arlene؛ Hathaway، Sandee (2002). What To Expect When You're Expecting (ط. 3rd). New York: Workman. ص. 383. ISBN:0-7611-2132-3. مؤرشف من الأصل في 2019-06-19. This discharge of leftover blood, muscus, and tissue from your uterus, known as lochia, is normally as heavy as (and sometimes even heavier than) a menstrual period for the first three to ten postpartum days.{{استشهاد بكتاب}}:  صيانة الاستشهاد: التاريخ والسنة (link)
4. ↑  Oppenheimer، LW؛ Sherriff، EA؛ Goodman، JD؛ Shah، D؛ James، CE (يوليو 1986). "The duration of lochia". Br J Obstet Gynaecol. ج. 93 ع. 7: 754–757. PMID:3755355.
5. ↑  Hanretty، Kevin P. (2009). Obstetrics Illustrated. Illustrated by Ian Ramsden and Robin Callander (ط. 7th). Churchill-Livingston. ص. 337. ISBN:978-0-7020-3066-6. مؤرشف من الأصل في 2015-11-06. اطلع عليه بتاريخ 2013-11-13.
6. ↑  Sherman، D.؛ Lurie، S.؛ Frenkel، E.؛ Kurzweil، Y.؛ Bukovsky، I.؛ Arieli، S. (1999). "Characteristics of normal lochia". Am J Perinatol. ج. 16 ع. 8: 399–402. DOI:10.1055/s-1999-6818. PMID:10772198.
7. ↑  "lochioschesis - definition of lochioschesis in the Medical dictionary - by the Free Online Medical Dictionary, Thesaurus and Encyclopedia". مؤرشف من الأصل في 2017-07-01.
8. ↑  "lochiometra - definition of lochiometra at the Free Dictionary by Farlex". مؤرشف من الأصل في 2016-03-04.